# Royal Aircraft Factory N.E.1
El Royal Aircraft Factory N.E.1 fue un prototipo de caza nocturno británico de la Primera Guerra Mundial. Biplano propulsor monomotor, fue un desarrollo del anterior caza F.E.9 de la Royal Aircraft Factory, pero no tuvo éxito y sólo se construyeron seis ejemplares.

## Diseño y desarrollo
En 1917, la británica Royal Aircraft Factory comenzó el diseño de un desarrollo de caza nocturno de su F.E.9, el F.E.12. Usaba los botalones, tren de aterrizaje y secciones centrales alares del F.E.9, combinándolos con nuevas alas externas de tres vanos y una cola mayor. Iba a estar armado con un cañón y equipado con dos proyectores o focos. El diseño fue revisado para producir el N.E.1 (Night-flying Experimental, experimental de vuelo nocturno), con alas revisadas, nuevos botalones y tren de aterrizaje de vía ancha.
El primer prototipo del N.E.1 voló el 8 de septiembre de 1917. Estaba equipado con un único foco en el morro, con el piloto y el artillero sentados en tándem, el piloto delante para disponer de buena visibilidad. El artillero iba a estar armado con un 1.59-inch Breech-Loading Vickers Q.F. Gun, Mk II de 40 mm (ampliamente conocido como "arma de cohetes Vickers-Crayford", aunque no tenía capacidad de lanzar cohetes), o un cañón COW de 11⁄2 lb (37 mm), y se instaló una radio. Estaba propulsado por un motor Hispano-Suiza 8 de 149 kW (200 hp) en configuración propulsora, moviendo una hélice de cuatro palas. Sus alas de tres vanos de igual envergadura estaban equipadas con alerones en ambas alas superior e inferior, mientras que los elevadores disponían de grandes compensadores por superficie (la suma de la superficie de control estaba por delante de la  bisagra).
El primer prototipo se estrelló el 14 de septiembre de 1917, y fue reconstruido con una nueva góndola con el foco desmontado, y el artillero, que estaba armado con el cañón Vickers, se movió a la parte delantera. Se montó externamente una ametralladora Lewis fija en el lado de estribor del fuselaje, para ser operada por el piloto. Voló de esta forma el 4 de octubre del mismo año.
Aunque las pruebas indicaron que el N.E.1 era fácil de volar y aterrizar, y que tenía un excelente sector de tiro para el artillero, el informe oficial de las pruebas expuso que "se duda de que las prestaciones de estas máquinas sean lo suficientemente buenas para hacerlo idóneo como caza nocturno". A pesar de ello, se completaron seis prototipos, siendo enviado el segundo al No. 78 Squadron, mientras que varios de los restantes aviones fueron usados en la realización de pruebas.

## Variantes
F.E.12
Diseño de caza nocturno derivado del F.E.9, no construido.
N.E.1
Revisión del diseño F.E.12, seis construidos.

## Operadores
Reino Unido
- Real Cuerpo Aéreo

## Especificaciones
Referencia datos: British Aeroplanes 1914-18

### Características generales
- Tripulación: Dos (piloto y observador)
- Longitud: 8,7 m (28,5 ft) [b]
- Envergadura: 14,6 m (47,8 ft)
- Altura: 3 m (9,7 ft)
- Superficie alar: 51,6 m² (555,1 ft²)
- Peso vacío: 939 kg (2069,6 lb)
- Peso cargado: 1336 kg (2944,5 lb)
- Planta motriz: 1× motor lineal V8 refrigerado por agua Hispano-Suiza 8.
  - Potencia: 150 kW (207 HP; 204 CV)
- Hélices: Propulsora de cuatro palas de madera de paso fijo
- Capacidad de combustible: 180 L

### Rendimiento
- Velocidad máxima operativa (Vno): 153 km/h (95 MPH; 83 kt) a 3000 m (10 000 pies)
- Alcance: 2 h, 45 min
- Techo de vuelo: 5300 m (17 388 ft) [c]
- Tiempo a altitud:

  - 9 min para 1500 m (5000 pies)
  - 22 min para 3000 m (10 000 pies)
  - 81 min, 25 s para 5500 m (18 000 pies)

### Armamento
- Ametralladoras: 

  - 1x Lewis de 7,7 mm
  - 1x 1.59-inch Breech-Loading Vickers Q.F. Gun, Mk II de 40 mm

## Aeronaves relacionadas

### Desarrollos relacionados
- Royal Aircraft Factory F.E.9
- Royal Aircraft Factory A.E.3

### Aeronaves similares
- Vickers F.B.25

### Secuencias de designación
- Secuencia F.E._ (interna de Royal Aircraft Factory (Farman Experimental, Fighting Experimental)): ← F.E.9 - F.E.10 - F.E.11 - F.E.12
- Secuencia N.E._ (interna de Royal Aircraft Factory (Night Experimental)): N.E.1